# Haplopteris mediosora
Haplopteris mediosora är en kantbräkenväxtart som först beskrevs av Bunzo Hayata, och fick sitt nu gällande namn av Xian Chun Zhang. Haplopteris mediosora ingår i släktet Haplopteris och familjen Pteridaceae. Inga underarter finns listade.